# Pär Wiksten
Pär Anders Wiksten, ursprungligen folkbokförd Per Anders Vikstén, född 26 juni 1966 i Burträsks församling, är en svensk låtskrivare, sångare och gitarrist i Skellefteå-bandet Wannadies. Han har även skrivit låtar med och producerat Duschpalatset, Skye over October, Paulina Creola, Dolores Haze,  Dregens soloskiva (släpptes september 2013), Love Antell, Amanda Jenssen, Tommy Sparks, Edith Backlund (albumet Death By Honey), Rosie & The Goldbug "Electric City", John ME "Love Is My Drug", med flera. 
Wiksten vann 2010 en Grammis i kategorin Årets kompositör, tillsammans med Amanda Jenssen, för skivan Happyland. Han har även varit grammisnominerad i kategorierna Årets nykomling, Årets pop, Årets rock, Årets kompositör och Årets producent. Han medverkade i Så mycket bättre 2023.
Wiksten är uppvuxen i Jörn. Han är gift med bandkollegan Christina Wiksten, född Bergmark, och tillsammans har de en dotter.

## Diskografi

### The Wannadies
- The Wannadies – 1990
- Aquanautic – 1992
- Be a Girl – 1994
- Bagsy Me – 1997
- Skellefteå (Samlingsalbum) – 1998
- Yeah – 1999
- Before & After – 2002
- Before & After med bonussingeln Can't Kill the Musikk – 2020
- Västerbotten – B-sidessamling 2022

### Love Antell
- Scheisse, Tyst för fan - Ekon från Ebba Grön – 2013
- Barn av Amerika – 2015
- Flytta På Molnen – 2017

### Dolores Haze
- Play hard fuck hard love hard – 2018

### Dregen
- Dregen 2 2013

### Paulina Creola
- Soon Baby Soon – 2020
- We’ll Live On Forever – 2020
- Te Quiero – 2020

### Skellefteå AIK
- Hela Sveriges AIK feat. Elsa – 2012. 7" 500 ex limiterad upplaga gul vinyl - 2015

### Amanda Jenssen
- Killing My Darlings – 2008
- Happyland – 2009
- Hymns for the Haunted – 2012

### Edith Backlund
- Death By Honey – 2008

### Rosie & The Goldbug
- Electric City – 2008

### John ME
- I am John – 2009

### Tommy Sparks
- Tommy Sparks – 2009